# クリスマスに降る雪は
『クリスマスに降る雪は』（原題:Let It Snow）は2019年に配信されたアメリカ合衆国のロマンティック・コメディ映画。監督はルーク・スネリン、主演はイザベラ・メルセードが務めた。本作はジョン・グリーン、ローレン・ミラクル、モーリーン・ジョンソンが2008年に発表した小説『Let It Snow: Three Holiday Romances』を原作としている。

## ストーリー

### ジュリーとスチュアートの話
クリスマス・イヴ、イリノイ州ローレル。ジュリー・レイエスは電車内で若手人気歌手（スチュアート）を見かけた。スチュアートが携帯を落としたため、ジュリーはそれを拾って彼に渡そうとした。ところが、スチュアートはジュリーをパパラッチと勘違いして邪険な対応をしてしまった。誤解に気が付いたスチュアートは謝罪したが、ジュリーは怒り心頭だった。ほどなくして、線路上の雪が原因で電車が止まった。スチュアートは徒歩で帰宅しようとするジュリーを追いかけ、昼食に誘い、ワッフル・タウンというレストランに入った。道中、スチュアートが女子高校生に囲まれるというハプニングはあったが、ジュリーのお陰で何とかその場を離れることができた。食事中、ジュリーは「コロンビア大学に合格したのだが、母親（デビー）が重い病気で苦しんでいる。側を離れたくないのだが、入学が遅れると、奨学金が受給できなくなる」と語った。
ジュリーとスチュアートはソリで遊ぶなどした後、ジュリーの自宅に到着した。2人はミック・ジャガーの歌が好きだという共通項を見出し、徐々に親密になっていった。その後、スチュアートはレイエス一家のために一曲歌った。その途中、デビーが咳き込んだため、スチュアートは看護師を手配した。ジュリーはそれを有名人の慈善行為の一貫だと思ったが、スチュアートがそうしたのはジュリーのことを心から気にかけていたためであった。スチュアートが自分の想いを伝えた後、2人はキスをしようとしたが、そこにスチュアートのマネージャー（キーラ）がやってきた。キーラに見つかった以上、スチュアートはホテルへと戻らねばならなかった。その際、スチュアートは「君もホテルに来ないか」と誘ったが、母親が気掛かりなジュリーはその誘いに乗れなかった。

### ドリーとアディの話
ドリーはワッフル・タウンでウェイトレスとして働いていた。ドリーは好きになった人（ケリー）に思いを打ち明け、ワッフル・タウンに来て欲しいと伝えたが、その返事は実につれないものであった。その頃、ドリーの親友、アディは恋人（ジェブ）が自分と別れたがっているのではないかという強迫観念に取り憑かれていた。不安のあまり、アディがジェブに直接問い質したところ、それが原因で口論になってしまった。ドリーはアディを宥めようとしたが、頭に血が上っていたアディはその場から走り去った。

### トビンとアンジーの話
トビンは女友達のアンジー（デューク）に告白する機会を窺っていた。そんな折、2人はデュークの友人、JPが主催するパーティーに招待された。トビンはJPを恋のライバルだと思っていたため、内心穏やかではなかったが、取り敢えず出席することにした。すったもんだの末、3人が乗った自動車が雪だまりに突っ込むという事態に陥った。レッカー車が到着するまで、3人は近くの教会で暖を取ることにした。デュークの頼みで、トビンは『Whole of the Moon』を歌うことになったが、デュークはそれに合わせてJPとダンスをし始めた。その光景を目の当たりにしたトビンは自身の敗北を悟り、そのまま教会を出ていった。その際、デュークはトビンに何かを伝えようとしていたのだが、トビンはそれを無視してしまい、デュークを怒らせることになった。
6人がそれぞれの問題に思い悩んでいた頃、ワッフル・タウンの店員、ケオンはパーティーの準備に励んでいた。そのパーティーで思わぬ奇跡が起きるのだった。

## キャスト
※括弧内は日本語吹替
- ジュリー・レイエス - イザベラ・メルセード（胡麻鶴彩）
- スチュアート・ベイル - シャメイク・ムーア（烏田裕志）
- アンジー（デューク） - キーナン・シプカ（遠藤綾）
- トビン - ミッチェル・ホープ（鈴木崚汰）
- ドリー - リヴ・ヒューソン（松浦裕美子）
- ケリー - アナ・アカナ
- アディ - オデイア・ラッシュ（櫻庭有紗）
- ジェブ - メイソン・グッディング
- ケオン - ジェイコブ・バタロン
- アルミホイルおばさん - ジョーン・キューザック
- ビリー - マイルズ・ロビンス
- JP - マシュー・ノズカ
- キーラ - ダーシー・カーデン

## 製作・マーケティング
2014年9月、ユニバーサル・ピクチャーズが小説『Let It Snow: Three Holiday Romances』の映画化権を獲得した。2016年3月23日、ルーク・スネリンが監督に起用されたとの報道があった。2018年12月14日、Netflixが本作の全世界配信権を獲得したと報じられた。
2019年1月17日、主要キャストが発表された。2月1日、本作の主要撮影がカナダのトロントで始まった。10月9日、キーガン・デウィットが本作で使用される楽曲を手掛けるとの報道があった。22日、本作のオフィシャル・トレイラーが公開された。

## 評価
本作は批評家から好意的に評価されている。映画批評集積サイトのRotten Tomatoesには20件のレビューがあり、批評家支持率は80%、平均点は10点満点で5.8点となっている。サイト側による批評家の見解の要約は「ありふれた展開だが、心地よいものではある。『クリスマスに降る雪は』には露骨に過ぎる点もある。しかし、同作にはクリスマスの魔法がたっぷりと盛り込まれており、俳優たちも素晴らしい演技を披露しているため、良作に仕上がっている。」となっている。また、Metacriticには5件のレビューがあり、加重平均値は51/100となっている。